# Ohrenfeindt
Ohrenfeindt ist eine 1994 gegründete Rockband aus Hamburg-St. Pauli.

## Geschichte
Die Band wurde im Dezember 1994 in Hamburg von Chris Laut (Bass, Gesang, Mundharmonika) gegründet. Mit dabei waren Werner Bellersen (Schlagzeug) und Timo Peters (Gitarre). Bellersen verließ aus beruflichen Gründen bald die Gruppe, ihm folgte Tom Nevermann, der Uwe Seemann (Gitarre) mitbrachte. Kurze Zeit waren Ohrenfeindt als Quartett aktiv, bevor Peters die Band verließ. Seemann und Nevermann verließen die Band 1997, ihre Positionen besetzten Torsten Rutz (Gitarre) und Heiko Boettner (Schlagzeug). Rutz ging 1999 und wurde durch Sven „Boogie“ Behrens ersetzt. In der Besetzung Laut, Behrens und Boettner wurde schließlich das im September 2003 veröffentlichte Debüt Schmutzige Liebe im Studio von Sebastian Meyer (Pothead) eingespielt.
Im September 2004 fand ein erneuter Wechsel statt. Die neue Besetzung mit Laut, Dennis Henning (Gitarre) und Stefan Lehmann (Schlagzeug) spielte das zweite Album Rock’n’Roll Sexgott (erschienen Januar 2006) ein und nahm einige Songs für die im selben Jahr erfolgte Wiederveröffentlichung des Debüts neu auf. Zeitgleich erschien die Maxi Es wird Tag auf St. Pauli, die neben dem Titelsong in einer Neuaufnahme auch Neuaufnahmen von Fluchtwagenfahrer und Parasit enthält.
Das Trio spielte in Clubs ebenso wie auf größeren Bühnen und erhöhte seinen Bekanntheitsgrad durch eine Vielzahl von Auftritten, unter anderem auf Biker-Events und als Vorgruppe von Musikern wie Rose Tattoo, Popa Chubby, Torfrock, The Sweet, Die Toten Hosen, In Extremo und Nazareth.
Im November 2007 erschienen – ebenfalls von Laut, Henning und Lehmann eingespielt – das dritte Studioalbum Mit Vollgas & Blaulicht und die Maxi Fernweh. Letztere enthält ein 40-minütiges Live-Video, die bis dahin unveröffentlichten Songs Nicht die Nerven verlieren und Nix als Ärger sowie den Titel Rockstar, der zuvor nur auf einem Sampler veröffentlicht wurde.
Ohrenfeindt veröffentlichten im Dezember 2008 die Live-Alben Auf die Ohren – Live in Bremen und Auf die Ohren – Live in München, die nur wenige Wochen zuvor aufgenommen wurden und keine Overdubs enthielten. Anfang 2009 veröffentlichte die Band ein weiteres Live-Album, Auf die Ohren – Live in Heilbronn, das im Zuge derselben Tour aufgenommen wurde. Im September 2009 erschien das Doppel-Live-Album Auf die Ohren. Dabei handelt es sich um Konzertmitschnitte aus Bremen, Heilbronn, Müden und München. Zusätzlich erschien eine DVD-Edition, die zusätzlich zur Doppel-CD noch eine DVD enthält, auf der einige Titel sowie Interviews vom Konzert in München enthalten sind. Im Februar 2010 kündigte die Band an, dass Schlagzeuger Stefan Lehmann zu Torfrock wechseln wird. Im März 2010 trat die Band zum ersten Mal mit seinem Nachfolger Flash Ostrock auf.
Im August 2010 gingen Ohrenfeindt in der Besetzung Henning, Ostrock und Laut ins Studio, um ihr viertes Studioalbum Schwarz auf Weiss aufzunehmen, das im April 2011 erschien. Im März erschien vorab die Maxi-Single Sie hat ihr Herz an St. Pauli verloren. In-Extremo-Sänger Michael Robert Rhein sang als Gast auf der Maxi-Single den Titel Wenn die Sonne untergeht. In der 16. Kalenderwoche des Jahres 2011 stieg Schwarz auf Weiss auf Platz 53 in die deutschen Albumcharts ein. Das Album erreichte Platz vier der deutschen Newcomercharts und Platz eins im Bereich Metal/Hardrock-Downloads bei Amazon. In der Jahresauswertung der deutschen Newcomercharts belegte das Album im Jahr 2011 Rang zwölf.
Im April 2013 verkündete die Band, dass Henning und Ostrock die Band verlassen werden. Im Juni 2013 spielten beide ihre letzte Show für Ohrenfeindt.
Ohrenfeindt unterschrieben einen neuen Plattenvertrag mit dem Hamburger Label AFM Records. Das fünfte Studioalbum mit dem Titel Auf die Fresse ist umsonst wurde von April bis Juli 2013 von Olman Viper und Chris Laut in den Hertzwerk Nullzweistudios in Hamburg produziert. Am Schlagzeug saß für die Aufnahmen aushilfsweise Stefan Lehmann (Torfrock), Gitarre spielten Henny Wolter (Ex-Thunderhead, heute Nitrogods), Bastian Wulff (Loui Vetton), Micky Wolf (Van Wolfen), Jörg Sander (Panik-Orchester) und Chris Laut. Das Album wurde im August 2013 veröffentlicht und stieg auf Platz 35 in die deutschen Media-Control-Album-Charts ein.
Im Juli 2013 übernahm Die-Happy-Gitarrist Thorsten Mewes parallel zu seiner Hauptband den Posten des Gitarristen bei Ohrenfeindt. Am Schlagzeug saß nunmehr Andi Rohde. Im September 2014 gab Mewes die Gitarristenposition wieder auf, um sich auf seiner Arbeit bei Die Happy zu konzentrieren. Pierre „Keule“ Blesse trat an seine Stelle.
Im September 2015 veröffentlichte die Band bei AFM Records in der Besetzung Rohde/Blesse/Laut ihr sechstes Studioalbum Motor An!, dass auf Platz 36 in die Media Control Albumcharts einstieg. Erstmals waren neben Bandgründer Laut auch die anderen Bandmitglieder am Kompositionsprozess beteiligt. Aufgenommen, gemischt und gemastert wurde das Album wie seine beiden Vorgänger in den Hertzwerk Nullzweistudios in Hamburg, abermals produziert durch Olman Viper und Chris Laut.
Viper und Laut produzierten auch das siebte Studioalbum der Band, Zwei Fäuste für Rock'n'Roll, das im Juni 2017 bei AFM Records erschien. Dieses Mal stammte die Musik von der gesamten Band. Die Texte wurden wiederum komplett von Chris Laut verfasst. Zum ersten Mal nahm die Band in verschiedenen Studios auf: Während Saiteninstrumente, Mundharmonika und Gesang wie zuvor in den Hertzwerk Nullzwei Studios in Hamburg aufgenommen wurden, fanden die Schlagzeugaufnahmen in den Horus Sound Studios in Hannover statt. Das Album stieg auf Platz 49 in die deutschen Media-Control-Albumcharts ein. Nach einem Labelwechsel zu Metalville veröffentlichte die Band im Rahmen einer Neuauflage des Werner-Rennens im August 2018 ihr achtes Studioalbum unter dem Titel Tanz nackt. Das Album erreicht Platz 38 in den deutschen Media-Control-Albumcharts.
Im November 2019 erschien zum 25-jährigen Bandjubiläum das Doppelalbum Halbzeit! - Lebenslänglich Rock'n'Roll. Das Jubiläumskonzert im Hamburger Gruenspan (in dem die Band jedes Jahr am 2. Weihnachtstag auftritt) wurde mit mehreren Kameras aufgezeichnet, um zu einem späteren Zeitpunkt eine DVD zu veröffentlichen.
Das neunte Studioalbum erschien im Oktober 2020 unter dem Titel Das Geld liegt auf der Strasse bei Metalville. In dem Song Ich kümmer mich drum hatte Stefan Stoppok eine Sprechrolle. Das Album stieg auf Platz 45 in die deutschen Media-Control-Albumcharts ein. Der Titelsong hielt sich sechs Wochen in den Rocksongs-Top-10 des Radiosenders Rock Antenne Hamburg, davon zwei Wochen auf Platz 2 hinter AC/DC und in der letzten Woche auf Platz 1.
Im Sommer 2021 veröffentlichte die Band mit dem erneut vom Gespann Viper/Laut produzierten Schlaflied die erste 7-inch-Vinyl-Single der Bandgeschichte, die gleichzeitig auf der B-Seite auch ihre erste offiziell veröffentlichte Cover-Version enthielt: Ein Loch in der Tasche von Marius Müller-Westernhagen. An der Gitarre assistierte Stefan Kleinkrieg von Extrabreit. Schlaflied entstand während der Studiosession zu Das Geld liegt auf der Strasse als Andenken an einen während der Aufnahmen verstorbenen Freund Lauts.
Im Januar 2021 gab die Band die Trennung von Schlagzeuger Andi Rohde bekannt. Sein Nachfolger Robert „Jöcky“ Jöcks wurde Ende Juni 2021 vorgestellt.
Im Februar 2022 veröffentlichte das Trio die im Dezember 2019 zum 25-jährigen Bandjubiläum im Gruenspan in Hamburg aufgezeichnete Live-DVD/Doppel-Vinyl/Doppel-CD „Krawallgeigensymphonie“, die mit Platz 26 die bisher beste Chartplatzierung der Band markierte.
Derzeit arbeitet die Band an ihrem 10. Studioalbum Wenn der Teufel anruft, das im Herbst 2024 bei Metalville erscheinen soll. Eine erste Single-Auskopplung inkl. Video wurde am 29. Februar 2024 unter dem Titel Südlich von Mitternacht veröffentlicht.

## Stil
Die Band spricht auf ihrer Website in der Band-Biographie von „Vollgasrock“. Die meisten Songs sind geprägt von harten, bluesbasierten Gitarrenriffs, einem treibenden Schlagzeug und dem rauen Gesang von Sänger und Gründer Chris Laut. Darüber hinaus finden sich wiederholt einige Rock-Balladen auf den Alben der Band. Die Texte sind dabei deutschsprachig und beschäftigen sich mit Geschichten aus dem Leben, dem Rock ’n’ Roll als Lebenseinstellung, Motorrädern und Autos sowie dem generellen Lebensgefühl im Hamburger Stadtteil St. Pauli inklusive des dort ansässigen Fußballvereins FC St. Pauli. Zu den musikalischen Einflüssen zählen neben internationalen Bands wie AC/DC, Rose Tattoo, Nazareth, Led Zeppelin und Deep Purple auch nationale Künstler wie Marius Müller-Westernhagen, Torfrock und Stefan Stoppok.

## Diskografie

### Studioalben
- 2003: Schmutzige Liebe (Phoenix Records)
- 2005: Rock’n’Roll Sexgott (Phoenix Records)
- 2006: Schmutzige Liebe (runderneuert) (Phoenix Records)
- 2007: Mit Vollgas & Blaulicht (Phoenix Records)
- 2011: Schwarz auf Weiss (Phoenix Records)
- 2013: Auf die Fresse ist umsonst (AFM Records)
- 2015: Motor an! (AFM Records)
- 2017: Zwei Fäuste für Rock’n’Roll (AFM Records)
- 2018: Tanz nackt (Metalville)
- 2020: Das Geld liegt auf der Straße (Metalville)
- 2024: Wenn der Teufel anruft (Metalville)

### Kompilationsalben
- 2019: Halbzeit! - Lebenslänglich Rock’n’Roll

### Live-Alben
- 2008: Auf die Ohren – Live in Bremen (Phoenix Records)
- 2008: Auf die Ohren – Live in München (Phoenix Records)
- 2009: Auf die Ohren – Live in Heilbronn (Phoenix Records)
- 2009: Auf die Ohren (Phoenix Records)
- 2022: Krawallgeigensymphonie-live in st. pauli (Metalville)

### Offizielle Videos
- 2011: St. Pauli, Du rockst
- 2013: Durch die Nacht
- 2013: Durch die Nacht (Piano-Version)
- 2015: Motor an!
- 2017: König und Rebell
- 2017: Irgendwann
- 2017: Zwei Fäuste für Rock'n'Roll
- 2018: 20359
- 2018: Tanz nackt
- 2020: Zwei Fäuste für Rock'n'Roll (Unplugged)
- 2020: Tanz nackt (Piano-Version)
- 2021: Die Muse ist im Urlaub
- 2021: Das Geld liegt auf der Strasse
- 2021: Schlaflied
- 2022: Hallo, Frau Doktor
- 2022: Starkstrom-Baby
- 2024: Südlich von Mitternacht